# Schickenhof (Gemeinde Zwettl-Niederösterreich)
Schickenhof ist ein kleiner Ort im Waldviertel in Niederösterreich, und Ortschaft und Katastralgemeinde der Stadtgemeinde Zwettl-Niederösterreich im Bezirk Zwettl.
Dominierendes Gebäude und Namensgeber ist der Schickenhof, ein alter Gutshof. Die Ortschaft hat 10 Einwohner (Stand 1. Jänner 2025).

## Geographie
Die Rotte mit sieben Häusern liegt 5 Kilometer westlich der Stadt Zwettl, an der Landesstraße nach Groß Gerungs.
Zur Ortschaft gehört auch die Roblmühle nahebei an der Zwettl, wo die Gemeindestraße nach Jahrings abzweigt.

## Geschichte und Sehenswürdigkeiten
Der Schickenhof ist ein Gutshof. Erstmals urkundlich erwähnt wurde er im Jahr 1220 anlässlich einer Stiftung an das Stift Zwettl,  1231 als “curia quam Pilgrimus miles cognomento Schike tenuit” („Besitz eines Soldaten namens Pilgrimus mit dem Beinamen Schike“, das heißt Ordner, Schaffer), und 1280 namentlich als Shichenhove.
Nach dem Verfall im 16. Jahrhundert wurde er um 1600 wieder aufgebaut. Durch den Besitzerwechsel an Leopold Christoph von Schallenberg im Jahr 1757 wurde der Schickenhof mit der Herrschaft Rosenau vereint.
1943 kam der Schickenhof in das Eigentum von Baron Ludwig Lazarini. Gegenwärtig ist die Familie Walderdorff Besitzer des Schickenhofes.
Östlich des Schickenhofs steht eine aus der Mitte des 18. Jahrhunderts stammende und 2009 renovierte Johannes-Nepomuk-Kapelle mit einer Statue des Heiligen Johannes Nepomuk.
An der Zwettl lagen ursprünglich drei Mühlen.

## Baubeschreibung des Schickenhofs

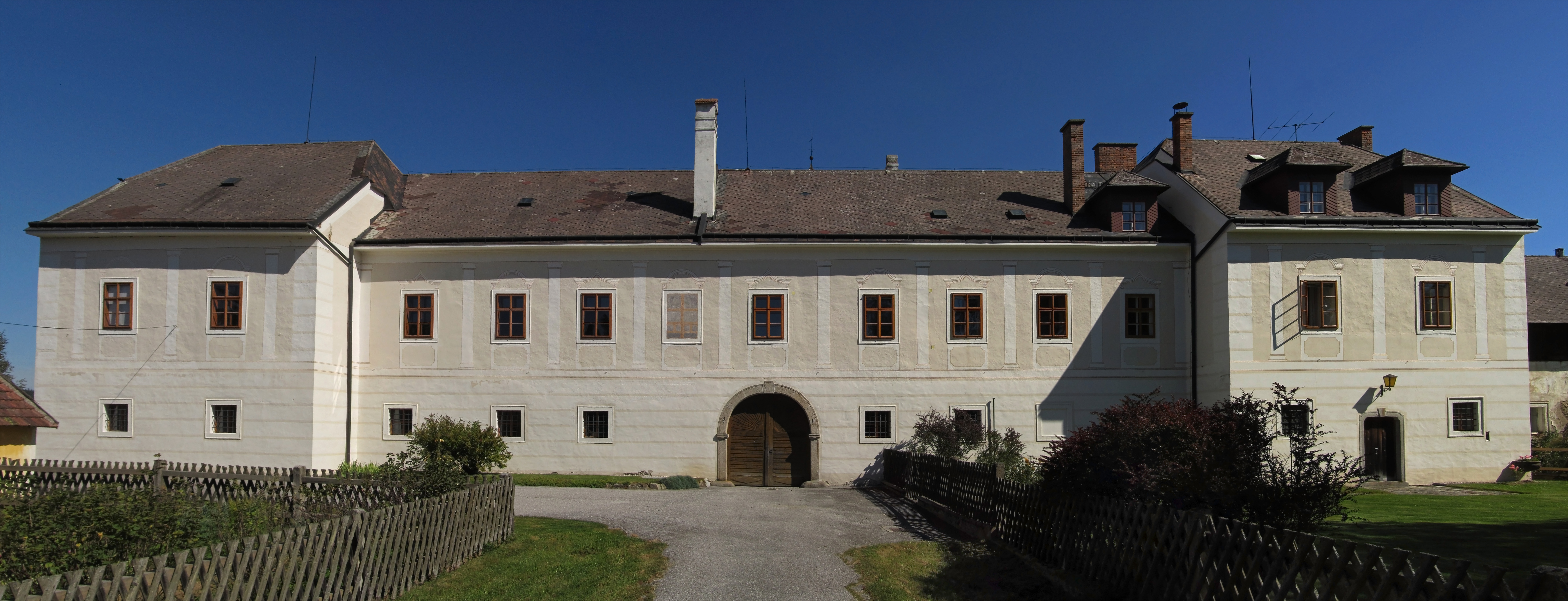
Fassade des Schickenhofs

Der Gutshof ist eine an drei Seiten geschlossene Anlage mit zwei Geschoßen unter einem Walmdach. Bei den heutigen Eckrisaliten handelt es sich um ehemalige Ecktürme. Am ostseitigen Trakt des Bauwerks befindet sich ein spätbarocker viergeschoßiger Glockenturm mit flachbogigen Schallfenstern und einem Pyramidenhelm aus der zweiten Hälfte des 18. Jahrhunderts.
Das Gehöft steht unter Denkmalschutz (Listeneintrag).